# Gex: Enter the Gecko
Gex: Enter the Gecko (также известна как Gex 3D: Enter the Gecko , а в Японии — как SpinTail) — платформер, вышедший в 1998 году. Это продолжение игры 1994 года Gex. В этом платформере игроку предстоит собирать на уровнях ТВ-пульты трёх разных типов, которые служат в игре ключом к новым уровням-телеканалам или к воротам варп-зоны, которые в конце концов приведут игрока к финальному боссу — заклятому врагу Гекса — Резу.

## История
После того, как Гекс победил телевизионного злодея — Реза, он ушёл в бессрочный отпуск и наслаждался спокойной жизнью. Целых 2 года он жил в полном одиночестве и пересматривал по телевизору «театр Кунг-Фу» и разные другие передачи, сидя в кресле, попивая прохладительные напитки и закусывая поп-корном.
Но однажды, совсем внезапно для самого Гекса, что-то случилось с его телевизором: экран начал мерцать, выдавать шумы и иногда на экране можно было заметить лицо Реза. После этого к нему пришли 2 спецагента, которые начали просить Гекса о помощи: Рез снова восстал и вернулся в Медиа измерение, а Гекс — единственный, кто может ему помешать в осуществлении новых зловещих планов. Но Гекс проигнорировал обращение двух агентов, объяснив это тем, что он уже однажды спасал мир. Тогда один из агентов его ударил, после чего ящерица потеряла сознание.
Когда Гекс очнулся, то он понял, что находится в комнате допросов. Агенты спрашивали у него, что он знает о Резе. После того, как Гекс им всё рассказал, они снова попросили его о помощи и предложили ему кейс в качестве награды. Когда Гекс его открыл, то он увидел, что тот самый кейс полон денег. Понимая положение дел и собственную выгоду, он соглашается. Агенты дают ему карту, говорят ему, что они хотят, чтобы Рез исчез раз и навсегда, и проводят инструктаж.
Гекс покидает здание, а красивая женщина-агент, представившаяся ему как «Агент Экстра», провожает его, желает удачи и покидает его. А Гекс отправляется в Медиа-измерение. С этого момента начинается игра.
Находясь в Медиа-измерении, Гекс может попадать на разные телеканалы и разные телепередачи разных жанров: мультики (Toon TV), ужасы (Scream TV), научная фантастика (The Rocket Channel), футуристика (Circuit Central), Кунг-Фу (Kung-Fu Theater), доисторический (The Pre-History Channel), а также логово телезлодея Реза (Rezopolis и Channel Z). На конечном этапе игры, Гекс сражается с Резом вновь, и побеждает его опять.

## Критика
| Сводный рейтинг       | Сводный рейтинг            |
| Агрегатор             | Оценка                     |
| --------------------- | -------------------------- |
| GameRankings          | 81,70 % (PS) 60,50 % (N64) |
| Русскоязычные издания |                            |
| Издание               | Оценка                     |
| Absolute Games        | 75 %                       |
| Game.EXE              | 70 %                       |
| «НИМ»                 | 6,6 из 10                  |
| «Страна игр»          | 7 из 10                    |
| VideoИгры             | 85 %                       |

Gex: Enter the Gecko получила преимущественно позитивные отзывы среди игровых изданий: сайт-агрегатор GameRankings дал версии для PlayStation общую оценку 81,70 %. Менее положительные отзывы получили порты для других платформ — версия для Game Boy Color получила 57 %, для Nintendo 64 — 60,50 %. Обозреватель Game.EXE поставил игре 70% и высказался что игре не хватает внимания к деталям и аккуратности.